# Cesáreo García Álvarez
Cesáreo García Álvarez (n. 1870) fue un sacerdote y periodista español.

## Biografía
Nació en 1870 en Padrenda, cursó estudios en el Seminario de Orense y fue ordenado sacerdote. Colaboró con publicaciones de ámbito gallego como La Integridad, El Noroeste o La Nueva Época, utilizando en ocasiones el seudónimo de «Isaac Rego Arce». En Burgos llegó a ejercer como director del diario El Castellano, al tiempo con colaboraba con el Diario de Navarra. García Álvarez impulsó el movimiento socialcatólico en Galicia. Amigo de Basilio Álvarez, en la fase más radical de Acción Gallega se dedicó a combatir este movimiento anti-caciquil. Dirigió el periódico La Integridad de Tuy entre 1914 y 1923 y fue nombrado catedrático de Teología Fundamental e Historia Eclesiástica en el seminario de Tuy en 1915. Fue nombrado párroco de Carballeda de Avia en 1921.
Fue elegido académico correspondiente de la Real Academia Gallega.